# Fátima Cleide
Fátima Cleide Rodrigues da Silva (Porto Velho, 2 de janeiro de 1963) é uma política brasileira do estado de Rondônia.
Graduada em Letras, tem forte ligação com os movimentos sindicais de professores. Por conta disso, foi secretária-geral do Sindicato dos Trabalhadores em Educação de Rondônia (Sintero). Filiou-se ao Partido dos Trabalhadores (PT) em 1991, presidindo-o por duas vezes.
Nas eleições de 2002, Fátima foi eleita senadora e nas eleições de 2006 disputou o governo do estado, perdendo no primeiro turno, mas conseguindo cerca de 30% dos votos contra 55% de Ivo Cassol.
Foi relatora do PLC 122/06 que previa penas para os crimes resultantes de discriminação ou preconceito de raça, cor, etnia, religião, origem, condição de pessoa idosa ou com deficiência, gênero, sexo, orientação sexual ou identidade de gênero.
Opôs-se ao projeto de lei do deputado Rubens Otoni que prevê a inserção de mensagens contra o consumo de tabaco e álcool em livros escolares. Segundo ela: "Estudo patrocinado pelo Banco Mundial (...) alerta que os programas educacionais para o controle do tabagismo desenvolvidos em escolas parecem ser menos eficazes que muitos outros tipos de informação, muito embora se tornem mais efetivos quando as intervenções continuam a empregar técnicas modernas de marketing e mensagens ajustadas aos interesses e às motivações dos jovens"
Tentou se reeleger ao Senado nas eleições estaduais de Rondônia em 2010 porém obteve o terceiro lugar com pouco mais de 16%.
Em 2014, foi candidata a deputada federal pelo PT, porém também não conseguiu êxito, ficando em 14º lugar, distante do grupo dos oito que são eleitos.